# استیفنسون (ویرجینیا)
استیفنسون (به انگلیسی: Stephenson) یک منطقهٔ مسکونی در ایالات متحده آمریکا است که در شهرستان فردریک، ویرجینیا واقع شده‌است.